# Parapenaeon brevicoxale
Parapenaeon brevicoxale är en kräftdjursart som beskrevs av M. Bourdon1981. Parapenaeon brevicoxale ingår i släktet Parapenaeon och familjen Bopyridae. Inga underarter finns listade i Catalogue of Life.